# Ladoga
Ladoga (ryska Ладожское озеро, Ladozjskoje ozero; finska Laatokka [tidigare på finska Nevajärvi], karelska: Luadogu) är en insjö belägen i nordvästra Ryssland, nära Karelska näset i Karelska republiken och Leningrad oblast. Sjön är till ytan Europas största och den fjortonde största i världen.

## Geografi

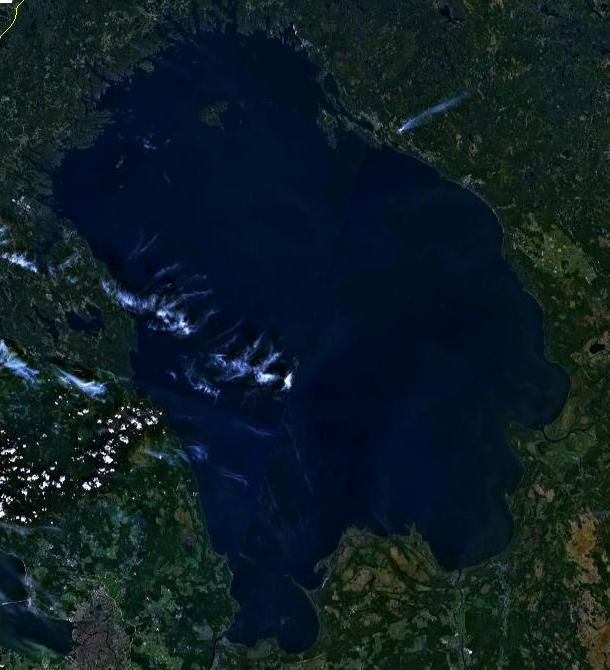
Satellitbild över Ladoga

Ladogas areal är 17 700 km² (öarna ej medräknade). Dess nord-sydliga längd är 219 km och medelbredden är 83 km, medeldjupet uppgår till 51 meter, det största djupet finns i sjöns nordvästra del och uppgår till 230 meter. Tillflödesområdet är 276 000 km², sjöns volym uppgår till 908 km³. Det finns omkring 660 öar i sjön och dessa har en sammanlagd areal om 435 km². De flesta av öarna, däribland de berömda Valamoöarna finns i den nordvästra delen.
Till Ladogas tillflödesområde hör omkring 50 000 sjöar och 3 500 älvar och floder längre än 10 kilometer. Omkring 85 % av vattnet kommer från tillflödeskanalerna, 13 % från nederbörd och 2 % från grundvatten. De mest betydande tillflödeskanalerna är:
- Svirfloden från Onega (i sydöst, tillflöde : 790 m³/s);
- Volchovfloden från Ilmen (i syd, tillflöde: 580 m³/s);
- Vuoksenälven från Saimen i Finland (i väst, tillflöde: 540 m³/s).
- Syasfloden (i syd, tillflöde: 53 m³/s).

Ladoga befinner sig 4 meter ovanför havet. Den har sitt utlopp i Finska viken i Östersjön via floden Neva.
Ladoga är segelbar och utgör en del av vattenvägen mellan Volga och Östersjön. Novoladozjskijkanalen passerar sjön i dess södra del och förbinder Neva med Svir.
Under kalla vintrar kan sjön vara helt täckt av is och isen är vanligen upp till en meter tjock. Ifall bara delar av sjön är istäckta så förflyttar sig större delar av isen beroende på vindens riktning. Isen finns allmänt kvar till maj och i undantagsfall fram till juni.

## Djurliv
Ladoga har också ett rikt djurliv med ett stort fiskbestånd och sälar, bland annat vikaresäl (Ladogasäl) och några andra endemiska arter.

## Historia

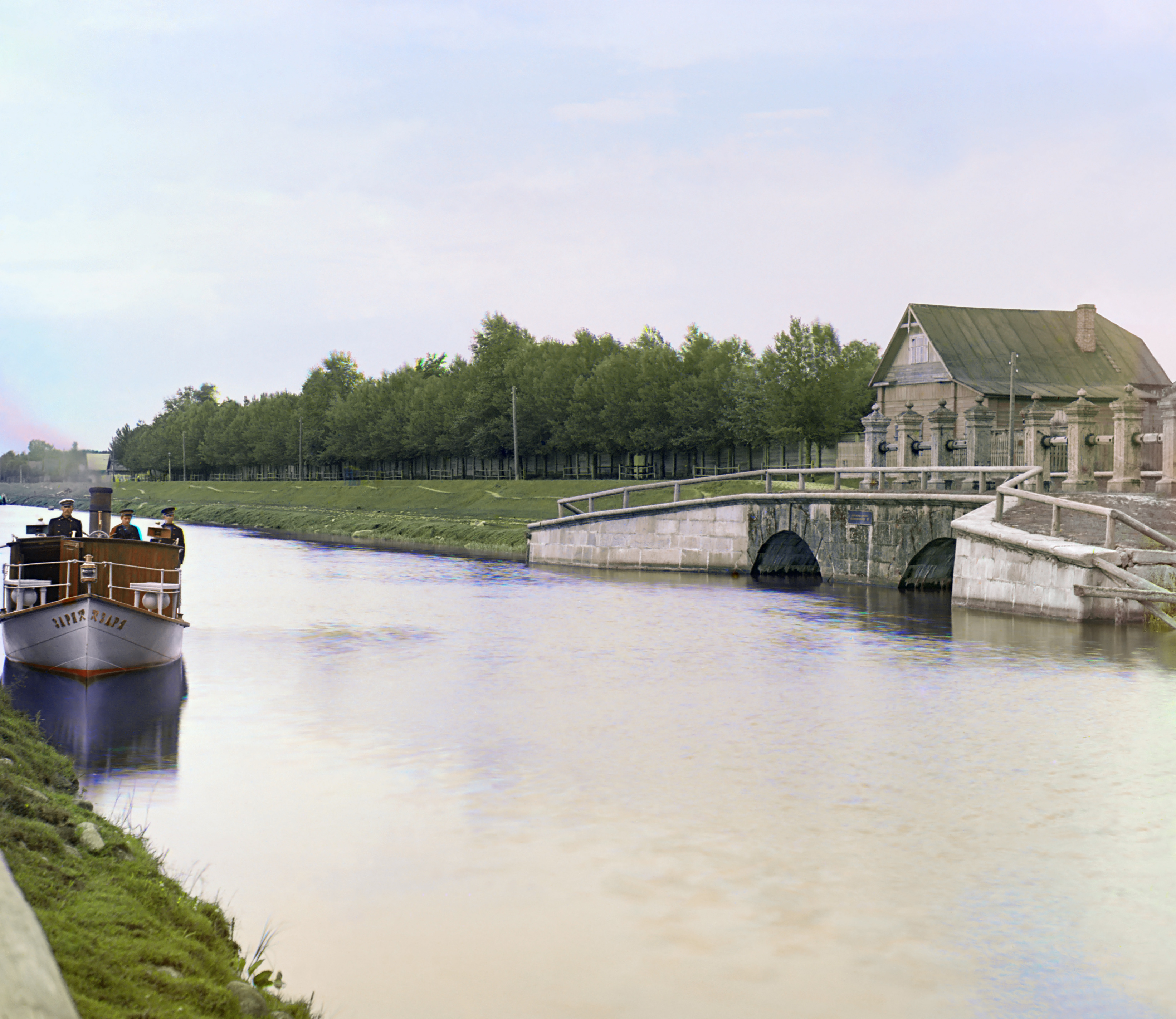
En öppningsbar bro i Svirfloden mellan Ladoga och Onega, fotograferad av Sergej Prokudin-Gorskij, 1909.

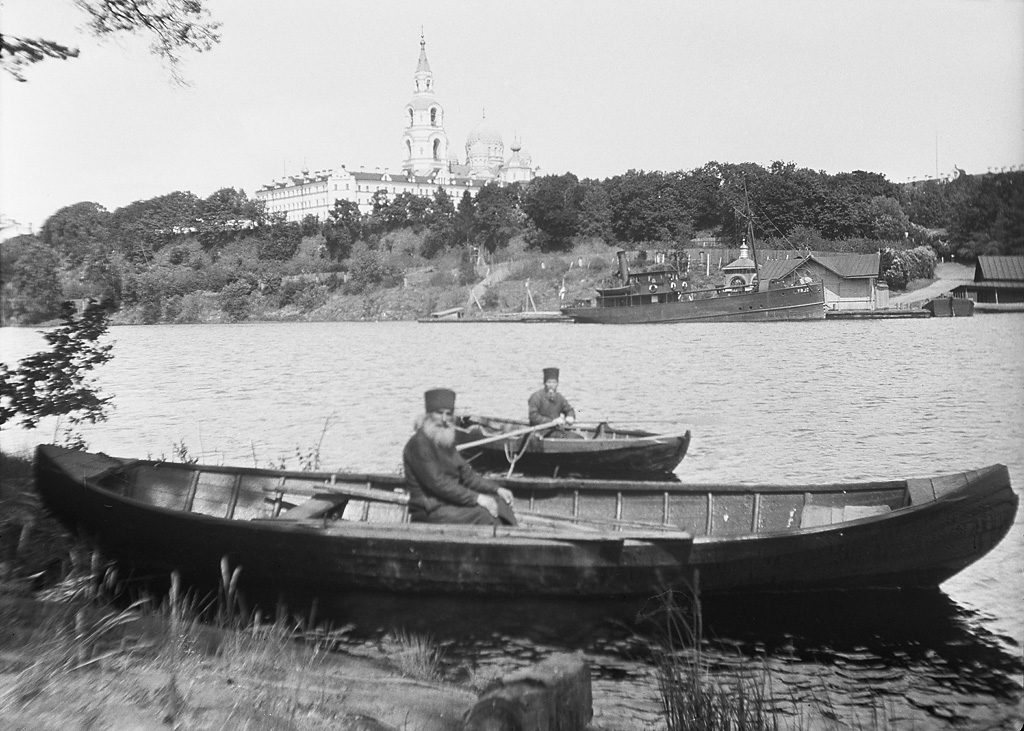
Munkar i roddbåtar på sjön Ladoga. I bakgrunden syns ön Valamo med det rysk-ortodoxa klostret (1930-talet).

Under vikingatiden (främst 8-900-talen) utgjorde sjön en viktig del av handelsrutten mellan varjagerna och grekerna, där vikingakolonin vid Staraja Ladoga hade försvarat flodmynningen sedan 700-talet. Under krigen mellan Sverige och Novgorod kom äganderätten till området att utgöra konfliktorsak. Under tidigt 1300-tal byggdes fästningarna Kexholm och Nöteborg vid sjöns stränder. 
Det gamla klostret vid Valamo grundades på ön Valamo som är den största ön i sjön. Klostret var övergivet åren 1611–1715, men restaurerades på 1700-talet. Klostret evakuerades till Finland under Vinterkriget 1940. Munkarna grundade ett nytt kloster i Finland som de kallade Nya Valamo kloster. Denna är ännu aktiv och utgör en stor turistattraktion i regionen. 1989 återupptogs klosteraktiviteterna i gamla Valamo kloster. Det finns även andra historiska kloster i närheten, däribland Konevetsklostret, som finns på en annan ö, Alexander-Svirskiklostret, som är ett fint exempel på medeltida moskovitisk arkitektur.
Under det ingriska kriget ockuperades en del av Ladogakusten av svenskarna. Vid freden i Stolbova 1617 överläts den västra och den norra kusten till Sverige från Ryssland. Under åren 1617–1721 gick gränslinjen mellan Sverige och Ryssland igenom sjön. Efter det Stora nordiska kriget 1721 gavs dessa områden tillbaka till Ryssland i enlighet med freden i Nystad och Ladoga kom därmed att helt omges av ryskt territorium. Åren 1812–1940 utgjorde sjön en viktig del av gränsen mellan storfurstendömet Finland (från 1917 det självständiga Finland) och Ryssland (från 1922 Sovjetunionen).
Under Vinterkriget 1939-1940 förlorade Finland den delen av Karelen där sjön Ladoga låg. Under Leningrads belägring (1941–1944), utgjorde sjön den enda vägen till den belägrade staden. Varor transporterades in till Leningrad med lastbilar på vintervägar över isen (Livets väg) och under sommaren med båt. Efter andra världskriget var Finland igen tvunget att överlåta stora delar av Karelen tillbaka åt Sovjetunionen och de flesta finländarna tvingades evakuera det överlåtna området. Vissa kareler lever dock ännu där.

## Städer vid Ladogas stränder
- Kexholm (vid 61°02′N 30°08′Ö / 61.033°N 30.133°Ö)
- Nya Ladoga (vid 60°06′N 32°18′Ö / 60.100°N 32.300°Ö)
- Nöteborg (vid 59°56′N 31°02′Ö / 59.933°N 31.033°Ö)
- Pitkäranta (vid 61°34′N 31°28′Ö / 61.567°N 31.467°Ö)
- Sordavala (vid 61°42′N 30°41′Ö / 61.700°N 30.683°Ö)
- Säsjoki (vid 60°08′N 32°34′Ö / 60.133°N 32.567°Ö)

## Kuriosa
Filmen Återkomsten från 2003 som regisserats av Andrej Zvjagintsev, filmades vid och omkring Ladoga och Finska viken. Den sextonårige skådespelaren Vladimir Garin, som spelade en av huvudrollerna i filmen, drunknade i sjön, kort innan filmen skulle premiärvisas vid filmfestivalen i Venedig 2003.